# Rynkroting
Rynkroting (Xerula radicata) är en svampart som först beskrevs av Relhan, och fick sitt nu gällande namn av Dörfelt 1975. Rynkroting ingår i släktet Xerula och familjen Physalacriaceae.  Arten är reproducerande i Sverige. Inga underarter finns listade i Catalogue of Life.